# Махатаури
Махатаури (груз. მახათაური) — село в Грузии, на территории Сачхерского муниципалитета края (мхаре) Имеретия.

## География
Село находится в центральной части Грузии, в верховьях реки Лашуры (левый приток Квирилы), на расстоянии приблизительно 6 километров (по прямой) к юго-востоку от города Сачхере, административного центра муниципалитета. Абсолютная высота — 693 метра над уровнем моря.

## Население
По результатам официальной переписи населения 2014 года, в Махатаури проживало 610 человек (305 мужчин и 305 женщин). В национальной структуре населения грузины составляли 99,7 %, осетины — 0,15 %, русские — 0,15 %.
| Год  | Население, человек |
| ---- | ------------------ |
| 2002 | 823                |
| 2014 | ↘ 610              |